# Tessa Dullemans
Tessa Dullemans, Rotterdam, 2 juli 1997) is een Nederlands roeister. 
Dullemans is roeister van het Nationaal Roeiteam en Laga in Delft. Bij de Europese Kampioenschappen Roeien in München behaalde ze een zilveren medaille in de dames dubbelvier, samen met Bente Paulis, Nika Vos en Ilse Kolkman. Tijdens de in Tsjechië gehouden Wereldkampioenschappen roeien werd door die ploeg eveneens een zilveren plak bemachtigd. Ook het jaar erop, in 2023, behaalde Dullemans in de dubbelvier zilver op zowel de Europese kampioenschappen in Bled als op de Wereldkampioenschappen in Belgrado.
Op de Olympische Spelen van Parijs in 2024 behaalde Dullemans samen met Laila Youssifou, Roos de Jong en Bente Paulis zilver in de dubbelvier. De ploeg lag in de finale vrijwel van start tot finish op kop maar werd op de allerlaatste meters toch nog voorbijgesneld door de Britse wereldkampioenen.
Dullemans studeert civiele techniek aan de TU Delft.

## Resultaten

### Olympische Zomerspelen
| Jaar | Plaats | Resultaten       |
| ---- | ------ | ---------------- |
| 2024 | Parijs | in de dubbelvier |

### Wereldkampioenschappen
| Jaar | Plaats   | Resultaten       |
| ---- | -------- | ---------------- |
| 2022 | Račice   | in de dubbelvier |
| 2023 | Belgrado | in de dubbelvier |

### Europese kampioenschappen roeien
| Jaar | Plaats  | Resultaten       |
| ---- | ------- | ---------------- |
| 2020 | Poznań  | in de acht       |
| 2022 | München | in de dubbelvier |
| 2023 | Bled    | in de dubbelvier |
| 2025 | Plovdiv | in de dubbeltwee |